# Homoafetividade

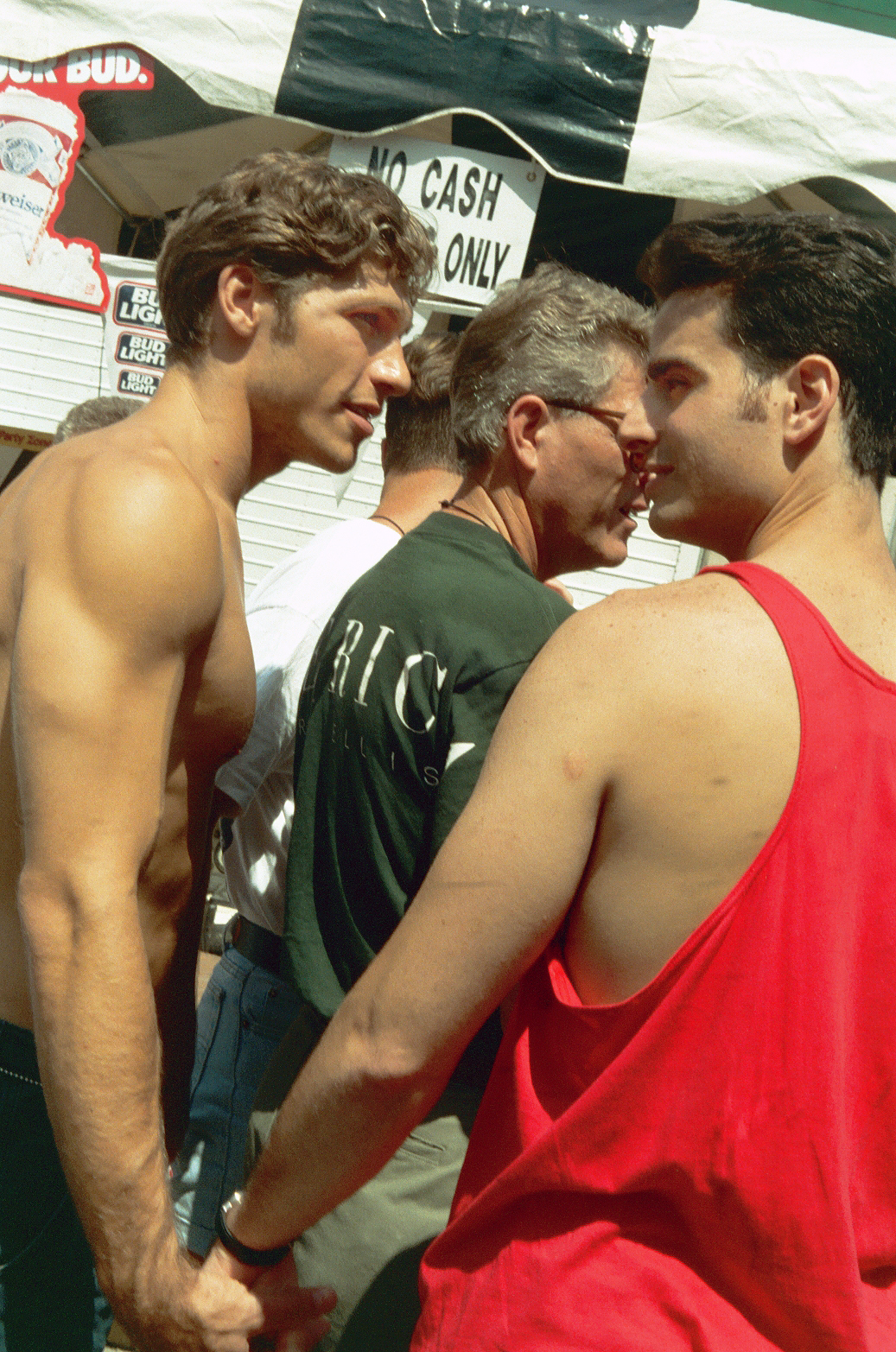
Dois homens de mãos dadas como um ato homoafetivo em público (1993)

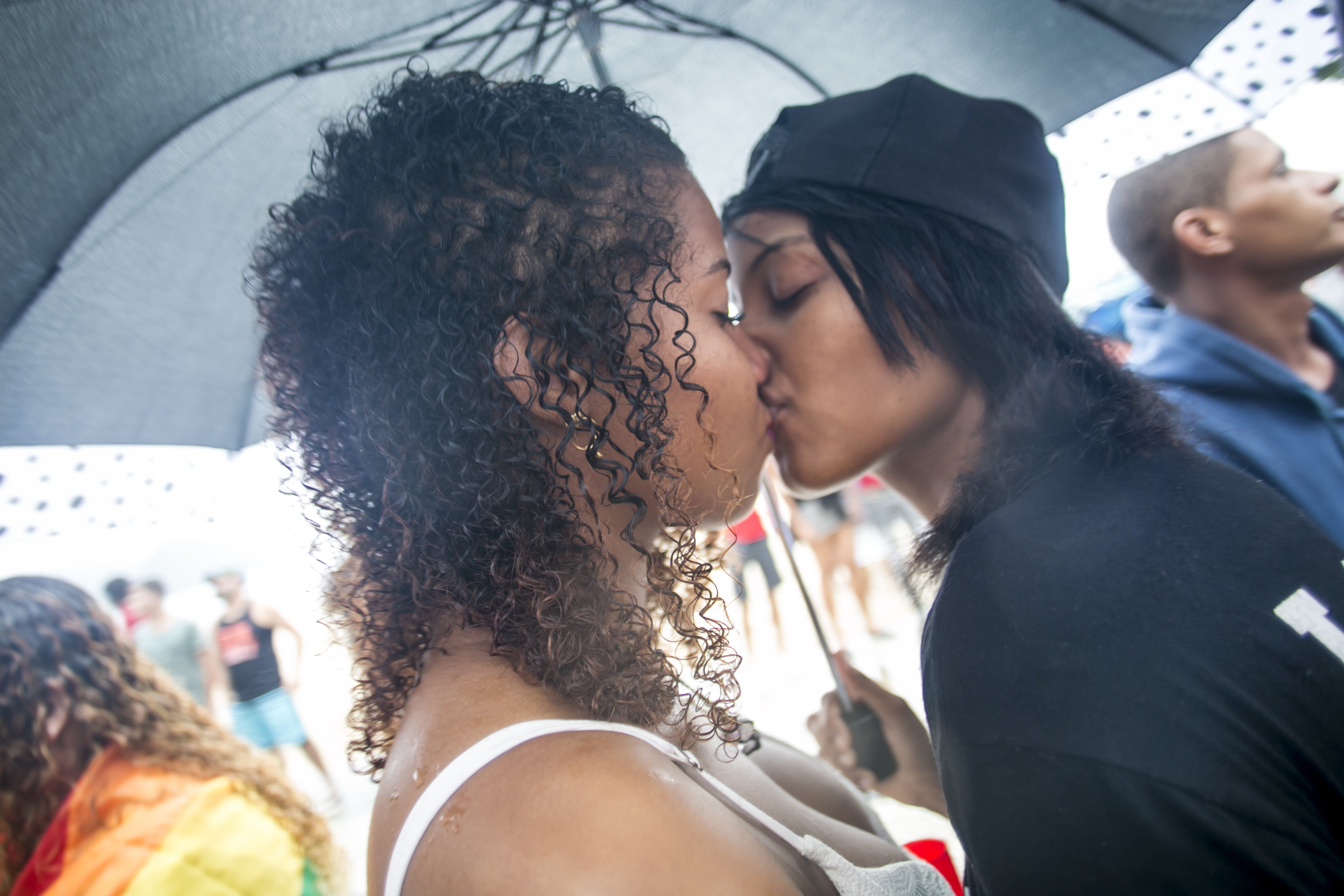
Beijo afetuoso entre mulheres durante Parada do Orgulho LGBT em Niterói (2016)

Homoafetividade é um neologismo para o conjunto de expressões de amor ou carinho entre pessoas do mesmo sexo ou gênero. Refere-se, principalmente, aos sentimentos e emoções de apreço e admiração que se manifestam tanto por um homem por outro homem, como também por uma mulher por outra mulher, sem necessariamente ter significado erótico (homoerotismo), como nem sexual (homossexualidade) envolvido, podendo incluir o amor romântico (homorromanticidade) ou queerplatônico, união civil, amasiamento ou amabilidade, e casamento. É um conceito utilizado no campo das ciências sociais, como a sociologia e a psicologia, também no direito e na teologia.

## Descrição

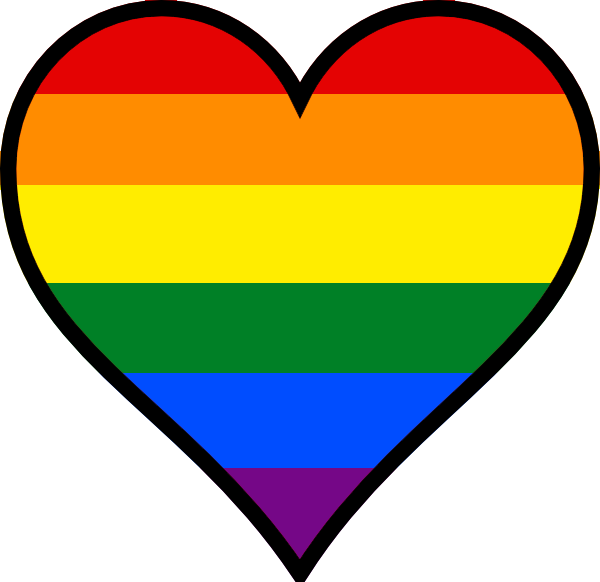
Bandeira arco-íris dentro de um coração

As primeiras menções ao conceito de homoafetividade ocorreram em estudos sobre comportamento entre pessoas do mesmo sexo no início do século XXI. A jurista e ativista brasileira pelos direitos homoafetivos, Maria Berenice Dias, foi uma das pioneiras na cunhagem deste termo e na utilização do conceito aplicado ao direito da família, replicando-o posteriormente para outras disciplinas do conhecimento, sendo uma das suas principais preocupações a eliminação da estigmatização de pessoas que mantêm um vínculo amoroso estável e duradouro com alguém do mesmo sexo. Entretanto, em inglês, o neologismo homoaffectional já existia.
Em termos semelhantes, mas com abordagens e escopos diferentes, o termo homossocialização é utilizado para a análise e investigação das interações sociais entre pessoas do mesmo gênero. No entanto, a homoafetividade também inclui as interações privadas e íntimas que dois homens ou duas mulheres podem vivenciar. Sob outras interpretações, como em certos estudos de gênero, também é entendido como o apreço e a irmandade (fraternidade ou sororidade) que alguém pode sentir por todas as pessoas de gênero semelhante. As ações homoafetivas entre duas pessoas incluem, por exemplo, abraços, beijos, carícias, dar as mãos e qualquer outra demonstração de afeto, na esfera pública ou privada, independentemente de haver ou não sentido erótico envolvido e da orientação sexual de participantes. Ou seja, é possível que pessoas heterossexuais vivenciem comportamentos homoafetivos sem serem homo ou bissexuais, dependendo de cada contexto e época do grau de tolerância social de cada um desses atos.
O adjetivo é usado pela organização LGBT ABRAFH (Associação Brasileira de Famílias Homotransafetivas), que articula reivindicações por direitos de famílias homoparentais.
Assexuais também podem vivenciar orientações afetivas, incluindo a homoafetividade, sem necessariamente vivenciar um comportamento homossexual, usando homoafetivo como termo análogo a homorromântico. A palavra poliafetividade, para se referir ao poliamor ou polifidelidade, também usa o mesmo sufixo.